# Entelodon
Entelodon je izumrla vrsta sodoprstega kopitarja iz družine Entelodontidae, ki je bila endemična za Evropo, Evrazijo, Azijo iz zgodnjega eocena skozi oligocen. Živela je od 37,2 do 28,4 milijona let pr.n.št.
Entelodon je tipični entelodont, velikosti krave z veliko, prašičjo glavo z ogromnim zobovjem in splošno podobnostjo bradavičarki. Bil je eden od treh entelodontov, značilnih za Evrazijo, druga dva pa sta bila primitivna Eoentelodon poznega eocena Kitajske in gigantski Paraentelodon srednjega do poznega oligocenea centralne Azije.

## Etimologija
Rodovno ime je sestavljeno iz grške besede enteles, ki pomeni »popoln« ali »odličen,« in odontos, ki pomeni »zobje.«  Torej, »popolno zobovje« se sklicuje na razporeditev zobovja bunodontov (3-1-4-3/3-1-4-3) 

## Taksonomija
- Rekonstrukcija (Joseph Smit)
- Entelodon magnus

Entelodona je poimenoval Aymard (1846). Aymard (1848) in Carroll (1988) sta ga dodelila k Entelodontidae.

## V kulturi
Pojavil se je v TV seriji Sprehod z zvermi, kot neusmiljen oportunist.
Je tudi zvezda druge epizode serije iz 2009-tega Prehistoric Predators.